# 久川豊昌
久川 豊昌（ひさかわ とよあき、1966年? - ）は、日本の車いすフェンシング選手。2000年、2004年、2008年夏季パラリンピック日本代表選手。

## 経歴
22歳の頃にバイク事故で脊髄を損傷し、みぞおちから下の感覚を失った後、チェアスキー選手として活動していたところ、1997年に日本車いすフェンシング協会の理事長・小松真一に見い出され、パラリンピックの出場に必要な世界ランクを上げるため、車いすフェンシングの海外遠征を重ねた。1998年、1999年、2000年の車いすフェンシングワールドカップと、1999年のバンコクでのFESPIC ゲームに参加した。3回のパラリンピックに日本代表として出場し、毎回フルーレBクラスとエペBクラスの両方の種目に出場している。